# Gallons of Rubbing Alcohol Flow through the Strip
«Gallons of Rubbing Alcohol Flow Through the Strip» es una canción de la banda de grunge estadounidense Nirvana que aparece en las versiones Europeas y Mexicanas del álbum In Utero. Comienza 23 minutos y 59 segundos después de la canción "All Apologies", es decir una pista oculta. En 2004 es incluida en el Box set With the Lights Out